# Coulee Dam
Coulee Dam ist eine Town in den Countys Douglas, Grant und Okanogan im US-Bundesstaat Washington. Der im Douglas County liegende Teil gehört zum Metropolitan Statistical Area Wenatchee–East Wenatchee. Zum United States Census 2020 hatte Coulee Dam 1211 Einwohner.

## Geschichte

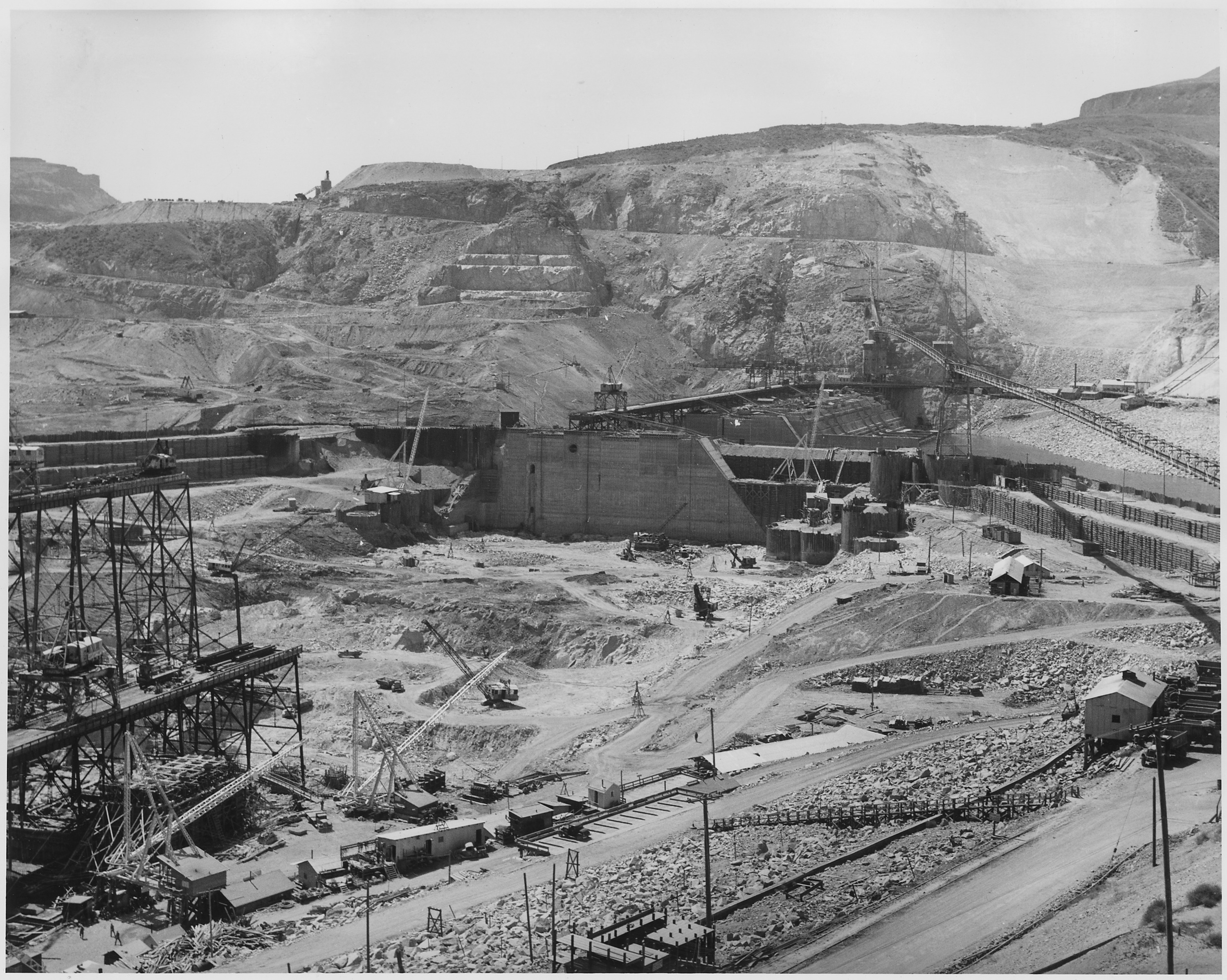
Der Staudamm im Bau, wahrscheinlich um 1937

Coulee Dam wurde durch das U.S. Bureau of Reclamation 1933 gegründet, um als Stützpunkt für den Bau des Grand Coulee Dam zu dienen. Der Anteil im Okanogan County war als Mason City bekannt und der Sitz des Haupt-Vertragspartners, der Consolidated Builders Inc. (CBI) aus Oakland, Kalifornien. Die Anteile im Douglas und im Grant County nannten sich Engineers Town und befanden sich im Eigentum der Regierung. Mit dem absehbaren Ende der Vertragslaufzeit 1942 übertrug die CBI die Kontrolle über Mason City an die Municipal Division des Columbia Basin Project. 1948 wurde Mason City nach Coulee Dam eingemeindet. Die Regierung begann 1957 mit dem öffentlichen Verkauf der Liegenschaften, was 1959 abgeschlossen wurde. Coulee Dam wurde am 26. Februar 1959 offiziell als Gebietskörperschaft anerkannt.
Hier befindet sich die Hauptverwaltung des Lake Roosevelt National Recreation Area; außerdem gibt es hier die weltgrößten künstlichen Sandaufschüttungen, einen 70 m hohen Hügel mit 9,2 Mio. m³, die vom Bau des Staudamms übrigblieben.

## Geographie
Der im Okanogan County liegende Anteil liegt innerhalb der Colville Indian Reservation und bildet die südliche Grenze der Okanogan Highlands.
Nach dem United States Census Bureau hat die Stadt eine Gesamtfläche von 2,02 km², wovon 1,86 Land- und der Rest Wasserflächen sind.

### Klima
Die Klima-Region, in der Coulee Dam liegt, zeichnet sich durch große saisonale Temperaturdifferenzen aus mit warmen bis heißen (und oft feuchten) Sommern und kalten (teilweise extrem kalten) Wintern. Nach der Klimaklassifikation nach Köppen und Geiger handelt es sich um ein feuchtes Kontinentalklima (abgekürzt „Dfb“).
|                        | Jan    | Feb    | Mär    | Apr   | Mai   | Jun   | Jul   | Aug   | Sep   | Okt    | Nov    | Dez    |   |        |
| Mittl. Temperatur (°C) | −2,83  | 0,39   | 5,06   | 9,97  | 14,67 | 18,61 | 22,75 | 22,19 | 17,64 | 10,58  | 3,06   | −1,39  | ⌀ | 10,1   |
| Mittl. Tagesmax. (°C)  | 13,89  | 16,11  | 23,33  | 33,33 | 37,78 | 40,56 | 45,00 | 43,33 | 40,00 | 32,22  | 20,56  | 14,44  | ⌀ | 30,1   |
| Mittl. Tagesmin. (°C)  | −27,22 | −26,11 | −17,78 | −6,67 | −2,78 | 2,22  | 0,00  | 3,33  | −1,11 | −12,22 | −23,33 | −26,67 | ⌀ | −11,5  |
|                        |        |        |        |       |       |       |       |       |       |        |        |        |   |        |
| Niederschlag (mm)      | 27,18  | 23,37  | 22,35  | 21,08 | 27,94 | 26,42 | 11,94 | 10,41 | 12,45 | 18,29  | 31,50  | 35,31  | Σ | 268,24 |

| −27,22 |

| −26,11 |

| −17,78 |

| −6,67 |

| −2,78 |

| 2,22 |

| 0,00 |

| 3,33 |

| −1,11 |

| −12,22 |

| −23,33 |

| −26,67 |

| −27,22 |

| −26,11 |

| −17,78 |

| −6,67 |

| −2,78 |

| 2,22 |

| 0,00 |

| 3,33 |

| −1,11 |

| −12,22 |

| −23,33 |

| −26,67 |

## Demographie
| Jahr | Einwohner¹ |
| ---- | ---------- |
| 1960 | 1344       |
| 1970 | 1425       |
| 1980 | 1412       |
| 1990 | 1087       |
| 2000 | 1044       |
| 2010 | 1098       |
| 2020 | 1211       |

¹ 1960–2020: Volkszählungsergebnisse

### Census 2000
Nach der Volkszählung von 2000 gab es in Coulee Dam 1044 Einwohner, 448 Haushalte und 305 Familien. Die Bevölkerungsdichte betrug 592,8 pro km². Es gab 499 Wohneinheiten bei einer mittleren Dichte von 283,3 pro km².
Die Bevölkerung bestand zu 64,56 % aus Weißen, zu 0,29 % aus Afroamerikanern, zu 29,12 % aus Indianern, zu 0,48 % aus Asiaten, zu 0,57 % aus anderen „Rassen“ und zu 4,98 % aus zwei oder mehr „Rassen“. Hispanics oder Latinos „jeglicher Rasse“ bildeten 2,78 % der Bevölkerung.
Von den 448 Haushalten beherbergten 25,7 % Kinder unter 18 Jahren, 52 % wurden von zusammen lebenden verheirateten Paaren, 11,4 % von alleinerziehenden Müttern geführt; 31,7 % waren Nicht-Familien. 27,7 % der Haushalte waren Singles und 13,8 % waren alleinstehende über 65-jährige Personen. Die durchschnittliche Haushaltsgröße betrug 2,32 und die durchschnittliche Familiengröße 2,74 Personen.
Der Median des Alters in der Stadt betrug 44 Jahre. 22,9 % der Einwohner waren unter 18, 7,1 % zwischen 18 und 24, 20,7 % zwischen 25 und 44, 29 % zwischen 45 und 64 und 20,3 65 Jahre oder älter. Auf 100 Frauen kamen 93,3 Männer, bei den über 18-Jährigen waren es 90,3 Männer auf 100 Frauen.
Alle Angaben zum mittleren Einkommen beziehen sich auf den Median. Das mittlere Haushaltseinkommen betrug 37.391 US$, in den Familien waren es 45.066 US$. Männer hatten ein mittleres Einkommen von 38.000 US$ gegenüber 22.500 US$ bei Frauen. Das Pro-Kopf-Einkommen betrug 18.791 US$. Etwa 6,7 % der Familien und 9,8 % der Gesamtbevölkerung lebte unterhalb der Armutsgrenze; das betraf 14,9 % der unter 18-Jährigen und 11 % der über 65-Jährigen.

### Census 2010
Nach der Volkszählung von 2010 gab es in Coulee Dam 1098 Einwohner, 459 Haushalte und 301 Familien. Die Bevölkerungsdichte betrug 588,8 pro km². Es gab 534 Wohneinheiten bei einer mittleren Dichte von 286,4 pro km².
Die Bevölkerung bestand zu 55 % aus Weißen, zu 0,5 % aus Afroamerikanern, zu 35,5 % aus Indianern, zu 0,7 % aus Asiaten, zu 2,4 % aus anderen „Rassen“ und zu 5,9 % aus zwei oder mehr „Rassen“. Hispanics oder Latinos „jeglicher Rasse“ bildeten 6,7 % der Bevölkerung.
Von den 459 Haushalten beherbergten 29,8 % Kinder unter 18 Jahren, 42,9 % wurden von zusammen lebenden verheirateten Paaren, 15,7 % von alleinerziehenden Müttern und 7 % von alleinstehenden Vätern geführt; 34,4 % waren Nicht-Familien. 30,5 % der Haushalte waren Singles und 12,9 % waren alleinstehende über 65-jährige Personen. Die durchschnittliche Haushaltsgröße betrug 2,39 und die durchschnittliche Familiengröße 2,93 Personen.
Der Median des Alters in der Stadt betrug 41,6 Jahre. 24,8 % der Einwohner waren unter 18, 5,7 % zwischen 18 und 24, 23,1 % zwischen 25 und 44, 28,8 % zwischen 45 und 64 und 17,5 65 Jahre oder älter. Von den Einwohnern waren 49,9 % Männer und 50,1 % Frauen.